# Najib al-Dawla
Najīb al-Dawla (in persiano نجيب الدوله‎; 1739 ? – 30 ottobre 1770) è stato un Nawwāb musulmano di epoca mughal (India).

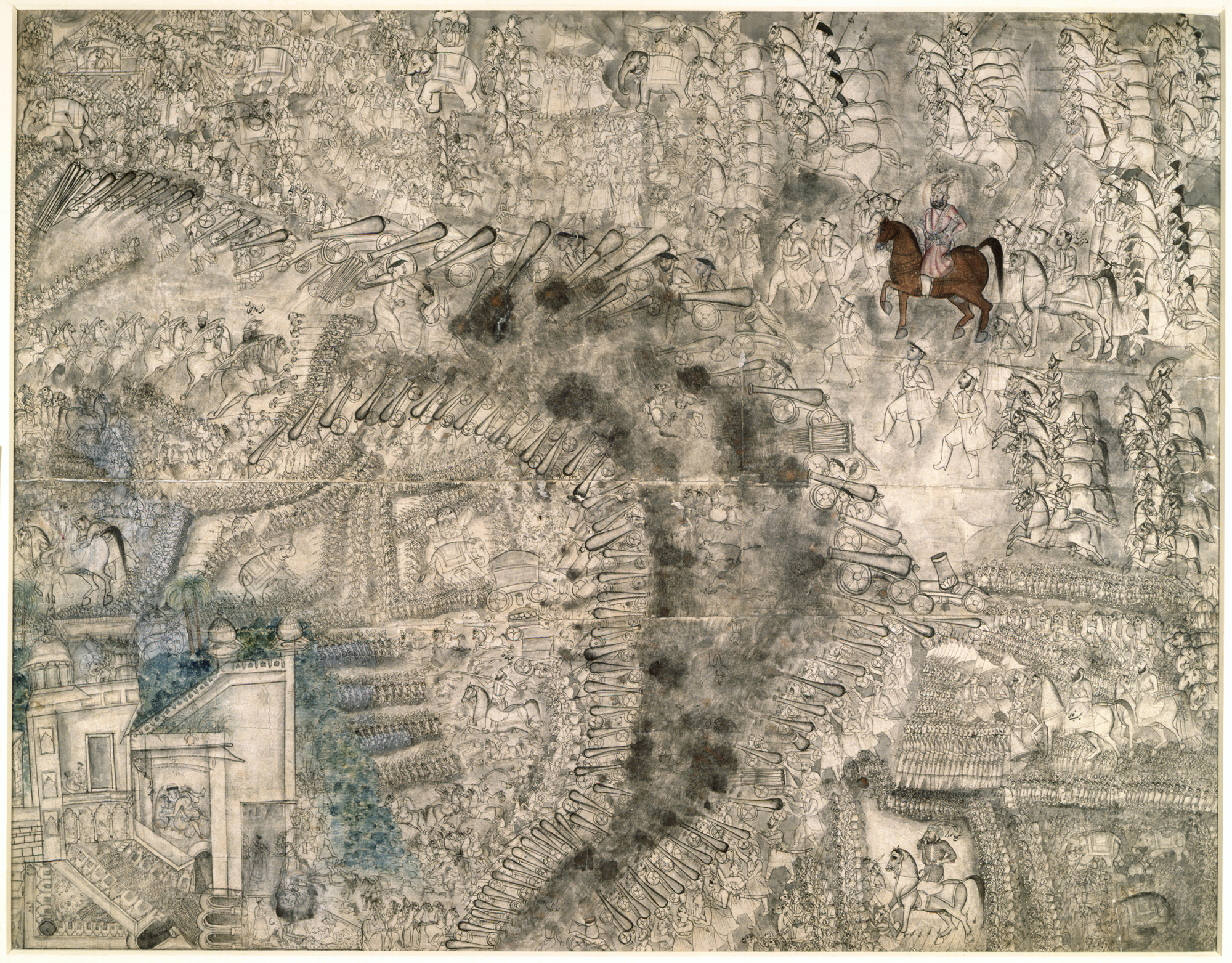
La terza battaglia di Panipat (13 gennaio 1761). Najīb al-Dawla e Shujāʿ al-Dawla, accanto ad Aḥmad Shāh Abdālī, che inforca un cavallo sauro.

Najīb al-Dawla - chiamato anche Najīb Khān Yūsafzaʾī, e soprannominato Mīr Bakshī, o Mukhtār Khaṣṣ - fu un Pashtun Rōhīllā Yūsafzaʾī inizialmente al servizio dei Mughal, passato nel 1757 sotto i vessilli di Aḥmad Shāh Abdālī quando il guerriero e signore afghano, fondatore della dinastia Durrānī, attaccò Delhi, allora sotto controllo maratha.
Fu anche un capo tribale nel Rohilkhand, fondatore negli anni quaranta del XVIII secolo della città di Najībābād, nel distretto di Bijnor, nell'attuale Stato dell'Uttar Pradesh, in India.
Cominciò la sua carriera verso il 1739, lasciando il suo villaggio di Maneri (distretto di Swabi Khyber Pakhtunkhwa, per fare il soldato di ventura, diventando comandante di una banda di uomini (jamadār), raggiungendo suo zio Bishāra Khān, che s'era insediato con altre famiglie pashtun a Bisharatnagar, presso Rampur (attuale Stato dell'Uttar Pradesh.
Entrò dapprima al servizio di ʿImād al-Mulk per lasciare più tardi i Mughal e raggiungere nel 1757 Aḥmad Shāh Abdālī quando questi attaccò Delhi. 

Fu poi nominato Mīr Bakshī dell'Imperatore mughal da Abdālī e, più avanti, divenne noto come Najīb al-Dawla, Amīr al-Umarāʾ (lett. "Comandante dei comandanti") Shujāʿ al-Dawla (lett. "Il valoroso della dinastia"). Dal 1757 al 1770 fu Governatore di Saharanpur, con autorità su Dehradun. Molti resti architettonici del periodo Rōhīllā si possono ammirare a Najībābād, che egli fondò all'acme delle sue fortune, come ministro dei Mughal.

## Biografia
Najīb Khān (come allora era chiamato) apparteneva alla branca degli Umar Khel, sottodivisione della tribù Mandanh Yūsafzaʾī. Nel 1749, ʿAlī Moḥammed, che s'era impadronito della maggioranza del Rohilkhand dal 1740, affidò a Najīb Khān una parte del suo settentrione, dove al giorno d'oggi sorge la città di Najībābād, uno Stato indipendente dalle altre tribù Rōhīllā, e ricevette il titolo onorifico di ‘Najīb al-Dawla’ (lett. "Eminente della dinastia").

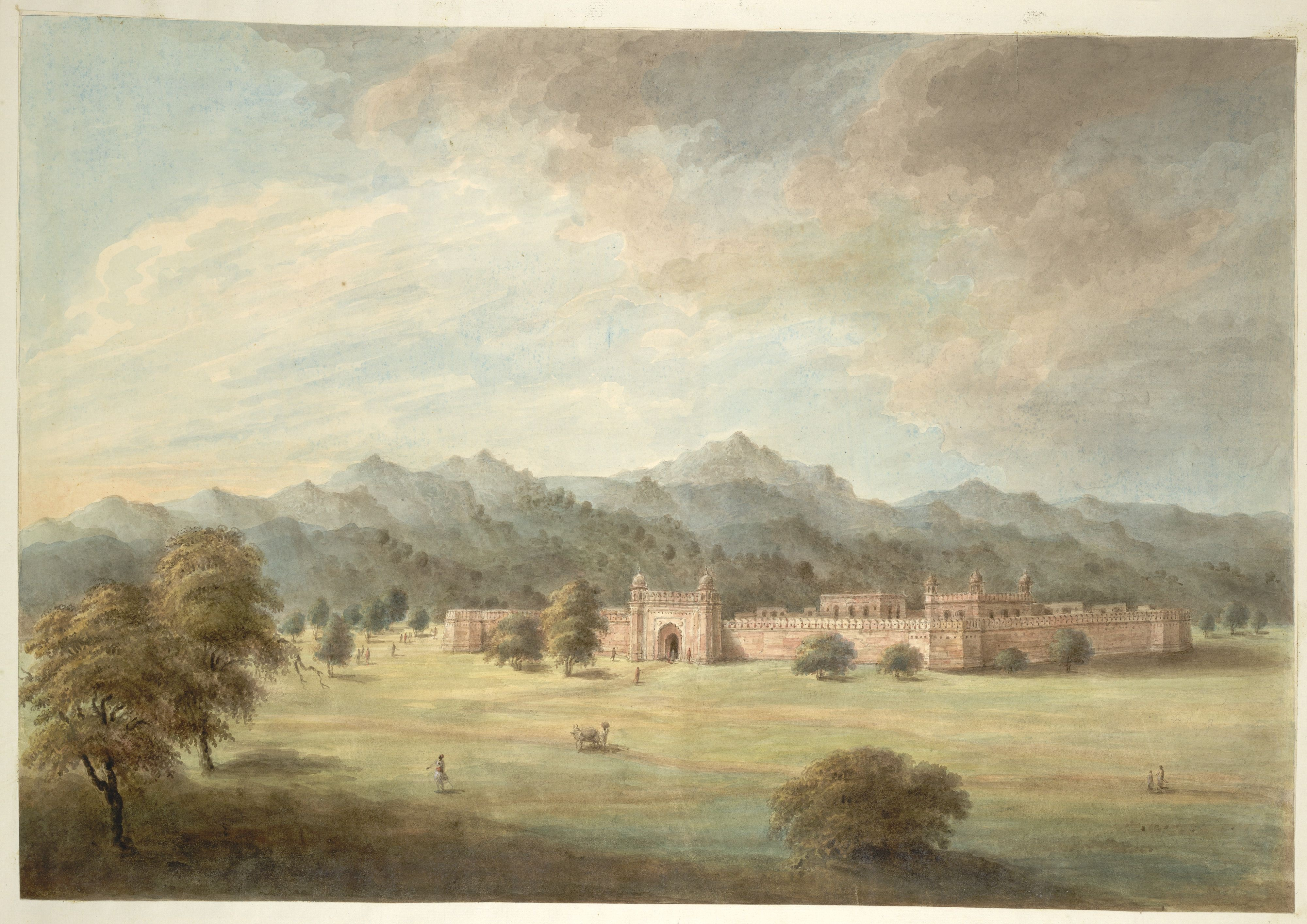
Il Forte di Patthargarh, fuori Najībābād, edificato da Najīb al-Dawla nel 1755 (pittura del 1814-15.

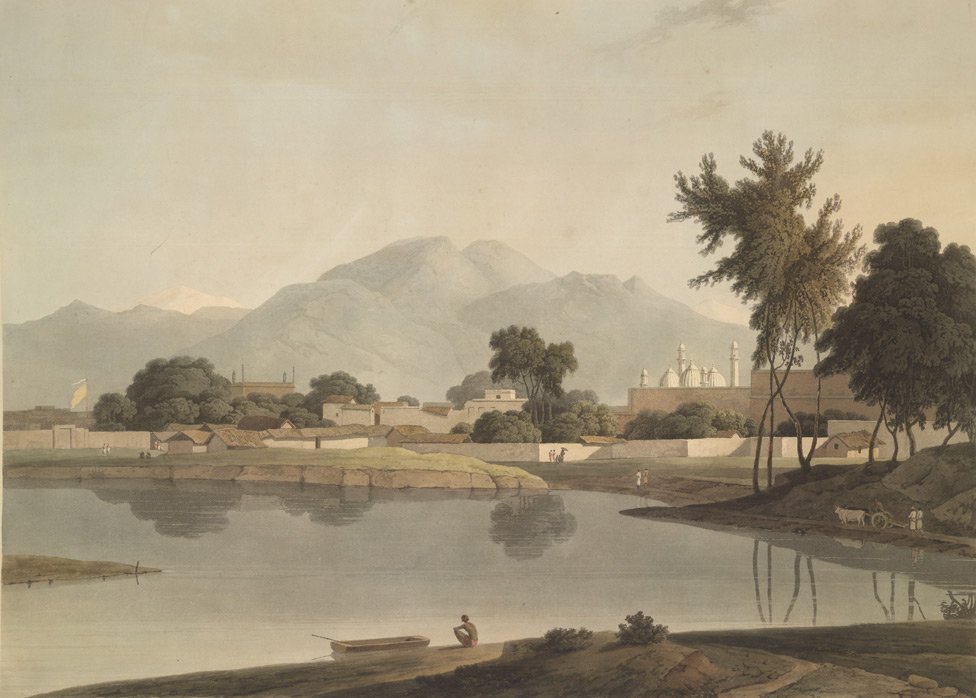
Najībābād, ca. 1784–94. In lontananza, sulla destra, la triplice cupola della Moschea del Venerdì (Jāmiʿ Masjid) e ingresso al Palazzo Rōhīllā.

Il mughal ʿImād al-Mulk nominò Najīb al-Dawla Governatore di Saharanpur. Nel 1757, Najīb al-Dawla invase la città di Dehradun, con un esercito di Rōhīllā e governò l'area nel successivo decennio. Fu apprezzato per la sua saggia amministrazione e per aver fato grande sviluppo all'agricoltura, generando ampio progresso per le popolazioni e prosperità per la regione, curando tra l'altro un efficiente sistema irrigativo, tanto che numerosi boschi di mango  creati per suo volere sopravvivono ancor oggi. Tuttavia, dopo la sua morte nel 1770, l'area cadde ancora una volta nelle mani dei bellicosi Rajput, Gurjar, Sikh e Gurkha, che governarono malamente la regione, portandola alla rovina.

## Battaglia di Delhi (1757)
L'invasione di Aḥmad Shāh Abdālī del 1757 lasciò Najīb al-Dawla nell'effettivo controllo di Delhi, guadagnandosi il titolo onorifico di 'Mīr Bakshī'. che lasciò all'Imperatore mughal il puro ruolo formale di sovrano di Delhi, senza alcun potere. Le forze di Najīb al-Dawla si dovettero scontrare con gli avanzanti Maratha nella Battaglia di Delhi, che si concluse con la vittoria maratha e con la conquista di Delhi, mentre a Mīr Bakshī veniva consentito di abbandonare incolume la città.

### Terza battaglia di Pānīpat
Nella successiva Terza battaglia di Panipat, nel quadro della medesima operazione di conquista delle forze d'invasione dei Maratha, Najīb al-Dawla si alleò con gli Afghani di Aḥmad Shāh Durrānī (noto anche come Aḥmad Shāh Abdālī), contro gli stessi Maratha. Najīb Khān era abbastanza intelligente da capire che occorreva cambiare schieramento dopo la Terza battaglia di Panipat. Il suo brillante acume politico fu quello di schierarsi con Aḥmad Shāh Abdālī per isolare i Maratha, impedendo loro di procurarsi anche un singolo alleato durante quel conflitto con il potere di Abdālī. La sua ostilità a concludere un accordo di pace coi Maratha fu la causa principale della battaglia combattuta poi a Pānīpat. Egli non solo rinforzò Aḥmad Shāh Abdālī con 40 000 Rohilla ma portò anche 70 cannoni alle forze alleate. Convinse inoltre Shujāʿ al-Dawla, il Nawwāb di Oudh, a unirsi alle forze di Abdālī. In quella battaglia i Maratha furono sconfitti duramente e, come conseguenza, i Rohilla e i Pashtun videro rafforzato il loro potere. Tuttavia, i Maratha recuperarono le loro potenzialità nel tempo relativamente breve di 10 anni e, sotto Mahadji Schinde ripresero Delhi nel 1771, reinsediando sul trono il debole Shāh ʿĀlam II, mantenendo pieno controllo sui domini mughal.
Dopo la vittoria a Panipat, a Najīb al-Dawla fu attribuito il titolo onorifico di Mīr Bakshī dall'Imperatore mughal. Diventava così governante dello Stato di Delhi con un Tesoro vuoto e coi territori confinanti con la città di Delhi.
Najīb Khān era un soldato di ventura pashtun, che aveva ottenuto la mano della figlia di Dunde Khan, uno dei capi dei Rohilla pathan del Rohilkhand. Gratificato da costui con il governo di un distretto - oggi Bijnor, nel NO del Rohilkhand - egli seguì Ṣafdār Jang, potente amministratore mughal. Il Visir spedì Najīb al comando di un distaccamento mughal per occupare il Paese attorno a Saharanpur, allora conosciuto come Bawani Mahal.
Questo territorio divenne così una porzione distaccata dall'Impero mughal e continuò a essere gestito dalla famiglia di Najīb anche dopo che Ṣafdār Jang fu costretto a lasciare il suo posto a Corte, ma Najīb al-Dawla seguitò a governare per nove anni per morire infine pacificamente nel suo letto.

### Amministratore di Delhi

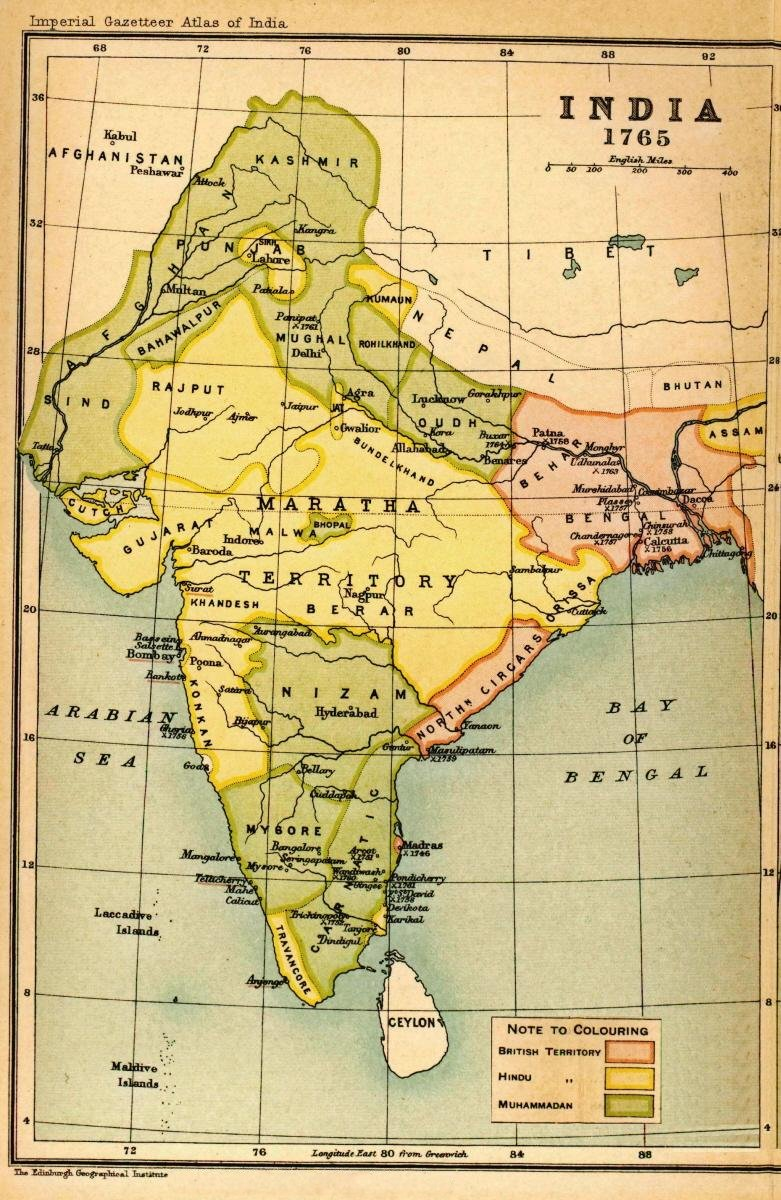
Territori rimasti leali al Gran Mogul ((verde pallido).

Come amministratore di Delhi e del cuore dell'Impero mughal - inclusa Agra - Najīb al-Dawla non riuscì però a bloccare le incursioni dei jat comandati da Raja Suraj Mal. Durante un massiccio attacco, i Jat e i loro capi soverchiarono la guarnigione mughal di Agra, saccheggiando la città e asportando nel 1764 come bottino le due porte d'argento dell'ingresso del famoso Tāj Maḥal edificato dall'Imperatore Shāh Jahān.

## Morte
Dopo aver garantito protezione al Rohilkhand, a Delhi a ad Agra per quasi un decennio come Reggente dell'Impero mughal, cadde ammalato e morì il 30 ottobre 1770.

### Successione
Dopo la sua morte a lui succedette il figlio Ẓābiṭa Khān. La tomba è ancora presente a Najībābād, dove esiste ancora Forte Patthargarh.

### Distruzione della sua tomba da parte dei Maratha
Suo figlio fu sconfitto dai Maratha, al comando di Mahadji Sindhia nel 1772 e il Forte di Pathargarh fu completamente saccheggiato dei suoi cavalli, elefanti, cannoni e di altre cose di valore. I Maratha profanarono e distrussero anche la sua tomba, disperdendo le sue ossa tutto attorno ad essa.
Pochi anni dopo, nella Guerra Rohilla, i Rohilla furono attaccati da Awadh con l'aiuto delle forze della Compagnia britannica delle Indie Orientali. Quando Hafiz Rahmat Khan fu ucciso, nell'aprile del 1774, essi furono sbaragliati e il Rohilkhand fu saccheggiato. Più tardi, la potenza Rohilla a est del fiume Gange finì, e il trattato con il quale il territorio fu incorporato nell'Awadh fu firmato a Lal Dhang. Il Distretto fu ceduto nel 1801 ai Britannici dal Nawwāb dell'Awadh del momento, Saʿādat ʿAlī Khān II.